# Ortstafelsturm
Als Ortstafelsturm werden die Geschehnisse rund um den Kärntner Ortstafelstreit im Herbst 1972 bezeichnet.

## Begriff
Wer genau den Ausdruck „Ortstafelsturm“ erfunden hat, kann nicht gesagt werden, jedoch wurde er sicher zu größten Teilen durch die Medien geprägt, welche von den Ausschreitungen unter diesem Titel berichteten. Eventuell wurde von den Ausschreitungen auch im Vorfeld bereits als „Ortstafelsturm“ gesprochen. Ein Indiz dafür könnte der Zwischenruf eines anonymen Herren auf der Jahreshauptversammlung des Kärntner Abwehrkämpferbundes am 22. April 1972 sein: „Versuchen wir es noch einmal mit einer Unterschriftenaktion, und wenn das auch nichts hilft, dann: Volk steh auf – Sturm brich los.“
Oft wird von Zeithistorikern auf die Parallelen zu einem Pogrom hingewiesen. Neben Martin Fritzl und Peter Gstettner sehen auch etliche weitere Zeithistoriker diese Zusammenhänge und vergleichen die begriffliche Verniedlichung „Reichskristallnacht“ für die Novemberpogrome 1938 mit der verharmlosenden Wirkung des Begriffes „Ortstafelsturm“.

## Vorhergegangene Entwicklung
Seitens der Kärntner Slowenen wurde die Durchführung von Artikel 7.3 des Österreichischen Staatsvertrages gefordert: Die Zulassung der slowenischen Sprache als zweite Amtssprache sowie zweisprachige Bezeichnungen und Beschilderungen von Ortsnamen in gemischten Ortschaften mit slowenischer Minderheitsbevölkerung.
Im Jahre 1970 begann die Stimmung um dieses Thema anlässlich der 50-Jahr-Feier der Volksabstimmung schließlich zu brodeln.
Ab dieser Feier kam es auch vermehrt zu Schmieraktionen und starker Propaganda von beiden Streitparteien. Organisiert wurde die Feier von einem ehemaligen SS-Oberscharführer, und NS-Abzeichen wurden bei den Feierlichkeiten von Teilnehmern offen getragen. Transparente mit Aufschriften wie „Wir fordern Minderheitenfeststellung“, „Gleichberechtigung für die Mehrheit“ und „Toleranz ja – weitere Geschenke nein“ waren zu sehen.
Dies verschärfte den Zorn von Kärntner Slowenen, und es kam wiederum vermehrt zu Übergriffen und Schmieraktionen von ihrer Seite im Lauf des Jahres 1971. Im Gegenzug dazu wurden von deutschnationalen Kärntnern Partisanendenkmäler geschändet.
Im Laufe des Jahres 1971 wurde von der Regierung Kreisky schließlich beschlossen, ohne Minderheitenfeststellung auf Basis der Volkszählung von 1961 mit der 20-Prozent-Klausel zweisprachige Ortstafeln aufzustellen. Dies traf auf 205 Ortschaften in 36 Gemeinden zu.
Jedoch ließ zum Beispiel „der Kärntner Abwehrkämpferbund gar keinen Zweifel daran, dass topographische Aufschriften nicht in den vom Gesetz vorgesehenen 205 Ortschaften in 36 Gemeinden anerkannt werden könnten, sondern bestenfalls in sieben Gemeinden, die vor den Gemeindezusammenlegungen noch 1961 bestand hatten, in Frage kämen: Zell Radkersburg, Moos, Vellach, Globasniz, Ludmannsdorf und Feistritz ob Bleiburg.“ Dies sollte die Teilnehmer des nahenden Ortstafelsturms jedoch nicht daran hindern, auch diese zu demontieren.
Im Frühjahr 1972 eskalierte die Stimmung. Es kam vermehrt zu Schmieraktionen, und eine Flut an Flugblättern kam auf. Die Medien hetzten gegen Landeshauptmann Sima, dessen Plan, obwohl schon seit vier Monaten in der Presse bekannt gegeben, von ebendieser immer noch als „Sima-Geheimplan“ bezeichnet wird. So kann die spätere Behauptung, dass die Aufstellung der zweisprachigen Ortstafeln eine Nacht-und-Nebel-Aktion gewesen war, nicht gehalten werden.
Bei der Jahreshauptversammlung des Abwehrkämpferbundes am 22. April sagte der Vorsitzende: „Wir sind wieder in einen Abwehrkampf, wenn auch mit geistigen Waffen, eingetreten.“ Worauf aus dem Publikum der Zwischenruf „Versuchen wir es noch einmal mit einer Unterschriftensammlung, und wenn auch das nicht hilft, dann: Volk steh’ auf – Sturm brich los“ zu hören war.
Auch weitere bedrohliche Aussagen wurden getätigt. Die „Kärntner Nachrichten“ schrieben am 18. März: „Wenn in Hermagor, Klagenfurt und Völkermarkt slowenische Ortstafeln aufgestellt werden sollten, wird dies von der überwiegenden Mehrheit der Bevölkerung als Herausforderung empfunden werden. Es ist darum zu erwarten, dass diese Tafeln von der empörten Bevölkerung heruntergeschlagen würden (…) und es wird nicht möglich sein, zu jeder slowenischen Ortstafel Tag und Nacht einen Gendarmen dazuzustellen“.
Hier erkennt man, dass nur von „slowenischen“, nie aber von „zweisprachigen“ Tafeln die Rede war. Hiermit wurde sicherlich teilweise versucht, die Angst vor einer Annexion durch den Jugoslawischen Staat zu schüren, andererseits aber sicher der Gedanke suggeriert, dass es sich um keine Rechtssymbole des österreichischen Staates handle, sondern eben um etwas „Slowenisches“. Am 10. Juni wird schließlich, wieder seitens der „Kärntner Nachrichten“, sogar gehetzt: „Eine planmäßige Aussiedelung aller Deutschen aus dem gemischtsprachigen Gebiet wird vorbereitet.“
Ähnliche Aussagen findet man übrigens auch noch im Jahr 2001, als der KHD-Obmann Josef Feldner in einer vom ORF übertragenen Ansprache erklärt: „Jede zusätzliche Ortstafelgemeinde ist ein Schritt hin zu Slowenisch-Kärnten, und da dürfen, und da werden wir nicht mitmachen.“

## Die Ausschreitungen
20. auf 21. September 1972
Erste Tafeln werden aufgestellt. In der Folgenacht werden sie beschmiert oder demontiert. Gleichzeitig kommt es zu den ersten Bombendrohungen gegen das Gebäude der Kärntner Landesregierung. Innerhalb der nächsten 24 Stunden wurden die Tafeln gereinigt oder wieder aufgestellt. Auch die ersten „Schmierer“ werden festgenommen.
24. und 25. September 1972
Die Aktionen gehen weiter. Die örtlichen Gendarmerie bekommen Unterstützung aus anderen Bundesländern, die bestehenden Ortstafeln werden allerdings weiter nahezu ungehindert demontiert. Des Weiteren gehen bei mehreren Gendarmerieposten Drohungen ein, Hochspannungsmasten zu sprengen, sollte die Gendarmerie weiter gegen die Stürmer vorgehen.
5. Oktober 1972
100 Personen agieren in St. Kanzian und weitere 90 Personen in 35 Autos in St. Primus. Am 6. und 7. ziehen erneut 120 Leute in 42 Autos durch Unterkärnten.
Hauptsturm:
9. Oktober 1972
In den Abendstunden ziehen etliche Personen direkt von der Feier „52 Jahre Abwehrkampf und Volksabstimmung“ zur Demontage aus.
200 PKW fahren von Ferlach ins Rosental. Zwischen Köttmannsdorf und Ludmannsdorf formiert sich ein weiterer Zug von 100 PKW. Gegen 22:30 treffen sich die beiden Fahrzeugkolonnen. Ein Teil davon fährt vor die Landesregierung, wo alle Tafeln abgeladen werden und ein KHD-Funktionär verkündet: „Meine Herren, unsere Aufgabe ist damit erfüllt; Ich danke Ihnen, die daran teilgenommen haben, nochmals.“
Rund 100 Personen fahren noch zur Wohnung von Landeshauptmann Sima und sangen dort bis 2 Uhr früh Kärntner Heimatlieder.
Auch in St. Margarethen (120 Personen) und in Völkermarkt (100 PKW) kam es in dieser Nacht zu Ausschreitungen.
Am Morgen des 10. Oktober stand so keine zweisprachige Ortstafel mehr in Kärnten.
14. Oktober 1972
Die Straßenverwaltung stellt demontierte Tafeln neuerlich auf.
25. Oktober 1972
Es formiert sich in den Abendstunden eine Kolonne in St. Kanzian mit 300 Personen in 150 Fahrzeugen. Der Sankt Kanzianer Bürgermeister Vitus Jesse (SPÖ) wurde von der Gendarmerie als Anführer der Aktivisten erkannt.
Kleinere Aktionen dieser Art wurden noch bis zum Ende des Jahres fortgeführt. Alle Ortstafeln, die wieder errichtet wurden, demontierten kleine Gruppen meist schon in der darauffolgenden Nacht. Die Aktionen verebbten erst „durch das Bemühen der Politiker, Kommissionen zu installieren und auf Verhandlungsebene den Konflikt zu befrieden.“ Diese Aktionen seitens der Politiker mussten gesetzt werden, da auch das Interesse des Auslands, vor allem der jugoslawischen Regierung, immer größer wurde. Auch ausländische Medien thematisierten die fehlgeschlagene Minderheitenpolitik Kärntens. Es war bisher das einzige Mal, dass aufgrund massiven öffentlichen Druckes, von Protesten und Ausschreitungen ein Gesetz in der zweiten Republik nicht vollzogen werden konnte.

## Organisation
Die große ungeklärte Kontroverse rund um die Tatsache, dass, wie Peter Gstettner formuliert, ein Bundesgesetz nicht vollzogen werden konnte, „weil eine kleine Minderheit intoleranter Chauvinisten strafbare Handlungen gegen die Exekutive setzte“ ist die Frage, ob ein Organisator der Aktionen ausgemacht werden kann. Für Gstettner steht es außer Frage, dass es einen Hauptorganisator mit verschiedenen Delegierten gab, nennt allerdings, vermutlich aus rechtlichen Gründen, nicht direkt den Kärntner Heimatdienst als organisierenden Verein. Fest steht allerdings, dass der Ortstafelsturm ein von KHD-Mitgliedern und KHD-Sympathisanten beigewohntes Ereignis war. Nach Sichtung der Presseaufnahmen konnten etliche der Teilnehmer als Mitglieder des KHD und/oder seiner Teilorganisationen identifiziert werden.
Ob von einer gezielten Organisationsstruktur gesprochen werden kann, ist nicht geklärt und erweist sich als äußerst schwierig. Die Stellung des KHD als Organisator wurde oft thematisiert, kann aber nicht bewiesen werden.

## Terror oder Volkszorn
Die zweite große Frage ist, ob es sich beim Ortstafelsturm um eine geplante Terroraktion handelt, oder aber um einen Volksaufstand gegen ein undemokratisches Diktat aus Wien.
Der politische Mythos eines spontanen Aufstandes wurde vor allem von den Medien geprägt. Die Kleine Zeitung schrieb zum Beispiel: „Es muss aber mit dem gebotenen Nachdruck gesagt werden, dass Opfer der Gewalt ausschließlich Ortstafeln waren.“ Auch Andreas Mölzer bekräftigte 1990, dass es während des Ortstafelsturms zu keinerlei Ausschreitungen kam. Diese Aussagen entkräften die Härte und Gewaltbereitschaft, mit der die Stürmer vorgegangen sind. Ein anderes Bild zeigen jedoch die Gendarmerieprotokolle: es wurden, neben den bereits oben erwähnten Bombendrohungen, Partisanendenkmäler geschändet, Gendarmen tätlich angegriffen und die Autoreifen des Landeshauptmannes Sima zerstochen. Es wurde sogar berichtet, man wisse „von einer Bäuerin, der hat man auch in der Nacht auf den 10. Oktober das Pferd im Stall aufgehängt.“

## Film
- Thomas Korschil und Eva Simmler: Artikel 7 Unser Recht! - Pravica Naša! člen 7. 2005.[12]